# Schloss Innersee

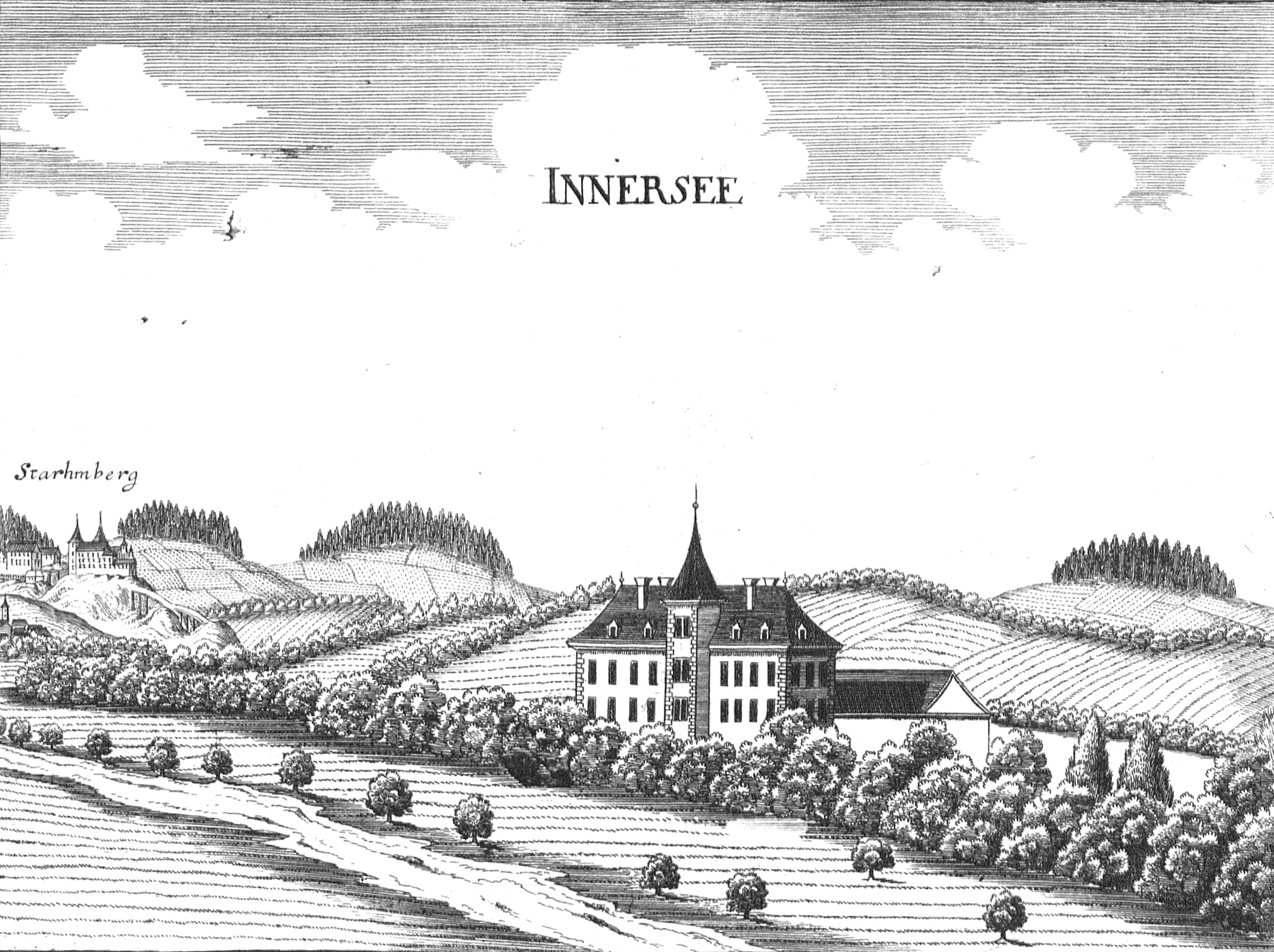
Schloss Innersee nach Georg Matthäus Vischer von 1674

Schloss Innersee ist ein im Ortsteil Innersee der Gemeinde Rottenbach liegendes Renaissanceschloss, das in seiner jetzigen Form aus dem frühen 17. Jahrhundert stammt.

## Geschichte

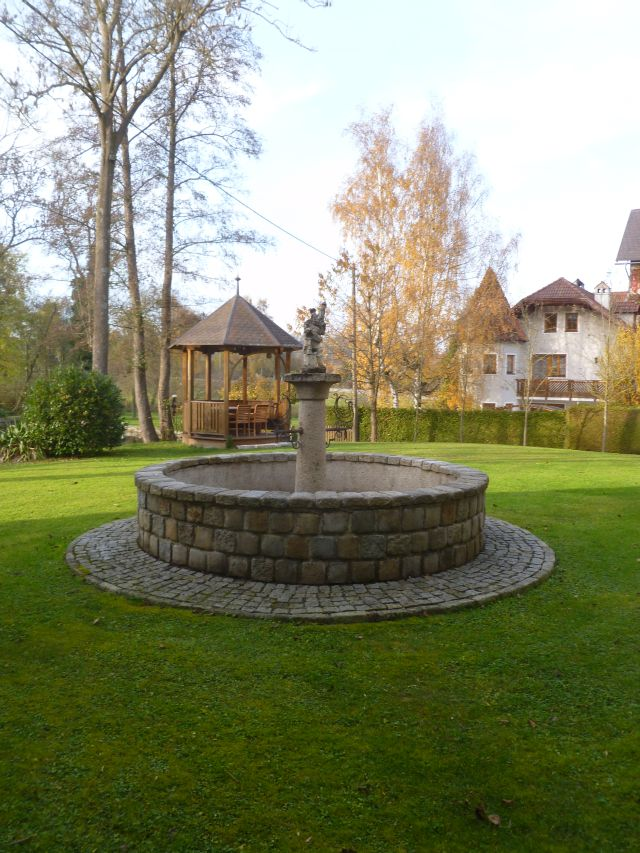
Schloss Innersee: Florianibrunnen im Innenhof

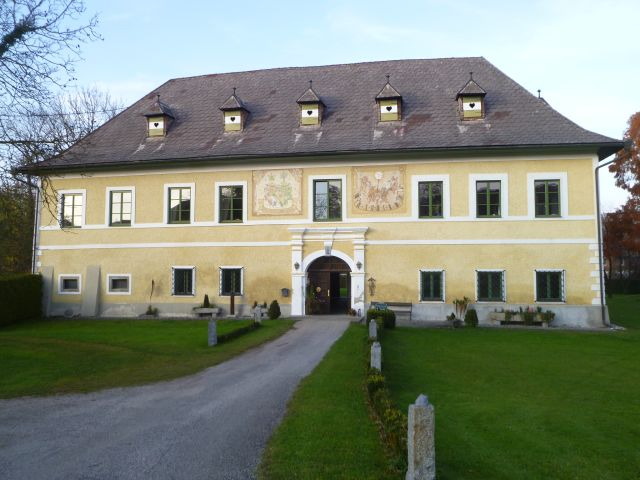
Schloss Innersee heute

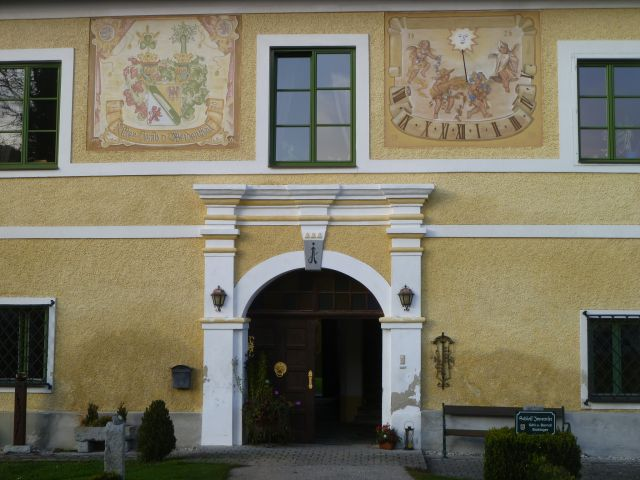
Schloss Innersee: Eingangsportal mit dem Wappen des Ernst Ignaz Gemberly Ritter von Weidenthal und Sonnenuhr

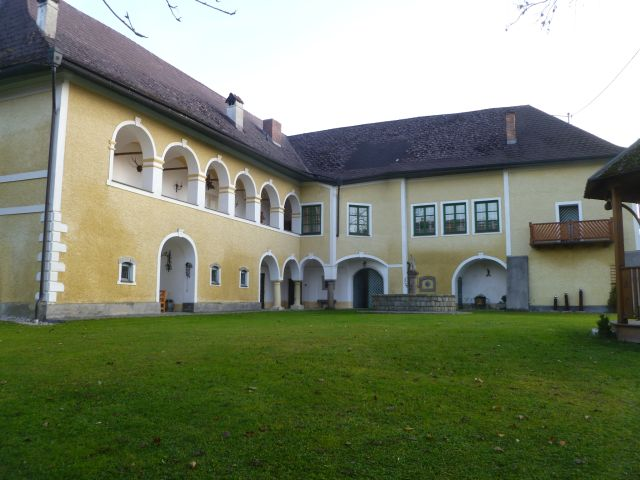
Schloss Innersee: Ansicht vom Innenhof aus

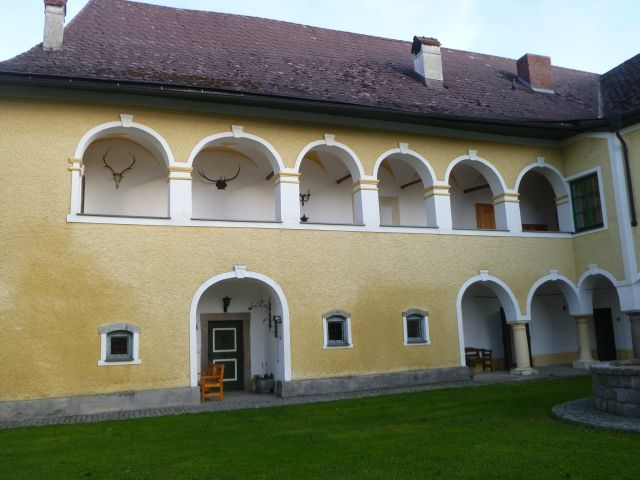
Schloss Innersee: Arkaden im Osttrakt

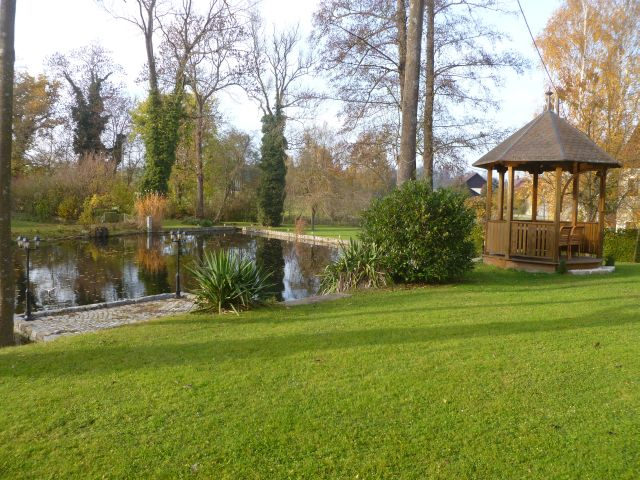
Schloss Innersee: Teich im Westen

Innersee wurde von dem der Burg Starhemberg verpflichteten Dienstmann Hans Innerseer, der 1286 erstmals genannt wird, gegründet. Die Burg Innersee selbst (früher auch als Indersee bzw. Innernsee bezeichnet) wurde urkundlich erstmals im Jahre 1301 erwähnt. Die Familie der Innerseer blieb bis 1595 im Besitz der ursprünglichen Wasserburg. Dann musste der letzte Innerseer Hans Paul wegen wirtschaftlicher Schwierigkeiten das Schloss mit allen zur Herrschaft gehörigen Gütern verkaufen. Als Eigentümer folgten für wenige Jahre die Frankinger, die aber bereits 1579 an Bartholomäus Freiherr von Dietrichstein verkauften. Dieser baute die Burg zu einem Schloss um. Im Zuge der Bauernkriege wurde das Schloss 1626 von den aufständischen Bauern eingenommen und abgebrannt. Christoph von Kher kaufte Freiherrn von Dietrichstein die „Brandstatt“ ab und ließ das Schloss wieder aufbauen. Der Stich von Georg Matthäus Vischer von 1674 zeigt einen eingeschoßigen Bau und mit einem mittigen Turm. 1635 erwarben die Fieger das wiederhergestellte Schloss. 1679 kam der Besitz als Heiratsgut an die Willinger, welche Innersee mit der Herrschaft Hinterndobl vereinigten. Auf dem Erbweg gelangte das Schloss dann an Johann Ludwig von Gabelkoven.
1777 wurde Innersee mitsamt Hinterndobl an Ernst Ignaz Gemberly Ritter von Weidenthal verkauft. Dieser Gemberly war von Kaiserin Maria Theresia wegen seiner Verdienste um die Verbesserung der Landwirtschaft nobilitiert worden. Sein Sohn Ernst Gemberly von Weidenthal, Ingenieur und k.k. Hauptmann, war mit Rosalia, geb. von Meyer zu Lauterbach, verehelicht. Nach seinem frühen Tod 1795 war Rosalia bis 1842 Alleinbesitzerin der Herrschaften Innersee und Hinterndobl. Der Sohn Ernst Franz Josef war ledig geblieben, seine Schwester Rosalie Elisabeth heiratete den königlich-bayerischen Postrat Josef Maximilian Heyß. Deren Sohn Franz Maximilian Heyß erbte von der Großmutter Innersee und Hinterndobl. Mit seiner Ehefrau Karoline, geb. von Rund, hatte er zehn Kinder. Er selbst war Reichsratsabgeordneter in Wien und erster frei gewählter Bürgermeister von Rottenbach. Nach seinem Tod 1867 blieb seine Frau Karoline bis zu ihrem Ableben 1895 Alleinbesitzerin. Die im Schloss lebenden und ohne Nachkommen gebliebenen Kinder nahmen Josefine Heyß, die Tochter ihres in Laibach lebenden Bruders Johann, zu sich auf. Josefine verehelichte sich 1916 mit dem Gutsbesitzer Adolf von Payrhuber und beide übernahmen 1917 den Besitz von ihren Tanten Karoline und Anna Heyß. Ihre Tochter Josefine Payrhuber heiratete 1946 Ignaz Sickinger und diese erbten 1953 das Landgut. Auch Ignaz Sickinger war wie sein Vorfahr Bürgermeister von Rottenbach (1962–1982). Als Nächstes folgten 1983 als Besitzer Adolf Sickinger und seine Frau Hedwig, heute gehört der Besitz Bernhard und Brigitte Sickinger und deren Kinder Kerstin und Anja.

## Baugeschichte
Innersee war ursprünglich ein Wasserschloss. Von dem Wassergraben erhalten ist ein an der westlichen Seite des Schlosses gelegener Teich. An der Rück- und der Vorderfront ist dieser Wassergraben vermutlich mit dem Material der bei den Brandkatastrophen zerstörten Schlossflügel aufgefüllt worden. An der Ostseite deutet ein trockener Graben ebenfalls auf einen früher bestehenden Teich hin. Bei Grabungsarbeiten wurden östlich des Schlosses im Erdreich auch Muschelschalen gefunden, was eine wesentlich größere Wasserfläche belegt. Wie auf dem Stich von Georg Matthäus Vischer zu sehen ist, besaß das zweigeschoßige Schloss in der Mitte des 17. Jahrhunderts noch einen Torturm. Von diesem sind nur mehr das Portal und die auffallend dicken Mauern im Eingangsbereich erhalten. Im 17. Jahrhundert wurde ein nicht zum ursprünglichen Schloss gehörender Westflügel angebaut, der heute nicht mehr vorhanden ist. 

## Gegenwart
Heute erscheint Schloss Innersee als ein imposanter, in der Ebene liegender Baukörper mit einem integrierten Ostflügel. Durchquert man die Torhalle, so kommt man in einen an zwei Seiten durch das Schloss und an einer durch einen Teich begrenzten Innenhof. Nördlich gelegen ist eine alte Mühle, welche früher noch zum Schloss gehörte. In der Mitte des Hofes steht ein Florianibrunnen, der in jüngster Zeit vom Besitzer errichtet wurde. Der Eingangsflügel besitzt zu ebener Erde eine kurze Laube und im rechten Gebäudetrakt im ersten Stock einen offenen Arkadengang, der im Haupttrakt des Schlosses durch Fenster geschlossen ist. An dem Schloss fällt das schöne Renaissanceportal auf, welches auf der linken Seite das Wappen des früheren Besitzers Ernst Ignaz Gemberly von Weidenthal zeigt. Rechts davon befindet sich eine Sonnenuhr mit den wichtigen Daten von 1626, dem Brand des Schlosses beim oberösterreichischen Bauernaufstand, und 1990, dem Beginn der Renovierungsarbeiten durch die heutigen Schlossbesitzer. 
Zum Schloss gehört ein alter Meierhof mit einer Landwirtschaft mit 75 Joch. Im Erdgeschoß des Ostflügels wurde ein „Ritterstüberl“ eingerichtet, das früher (bis 2008) für die Bewirtung geschlossener Gruppen zur Verfügung stand. Das Schloss ist durch Privatinitiative umfassend renoviert worden. Heute ist das Schloss nicht mehr öffentlich zugänglich, sondern wird von der Besitzerfamilie bewohnt und nur noch für private Zwecke genutzt.